# Иванович, Михайло
Михайло Иванович (черног. Mihailo Ivanović; 1874 — 1949, Херцег-Нови) — черногорский политик в начале XX века. Он был лидером Народной партии и лидер «Klubas» в 1907—1918 годах. Он был разочарован объединением балканских народов в Королевство сербов, хорватов и словенцев и стал одним из лидеров Черногорской федералистской партии. В годы Второй мировой войны сотрудничал с немцами.
Во время его обучения в Белграде в 1899 году он был депортирован из Сербии с группой черногорцев на том основании, что они подготовили теракт. Он окончил юридический факультет университета в Загребе и вернулся в Черногорию, где он работал в суде в Никшиче. Позже он стал членом Верховного суда Черногории.
Иванович стал выступать за единство Черногории и Сербии. В 1912 году переехал в Белград. Потом вернулся в Черногорию после амнистии, проведённой Николой I. После Подгорицкой скупщины он стал членом федералистов. Он избирался в Национальное собрание в 1923, 1925 и 1927 годах.
С созданием независимой Черногории во время Второй мировой войны под покровительством Италии он участвовал в заседании парламента на день Святого Петра, который должен был объявить новое правительство Черногории. В 1941 году был губернатором Черногории с 17 мая по 23 июля. После войны он был лишён гражданства за сотрудничество с итальянцами.